# Kultura prawna

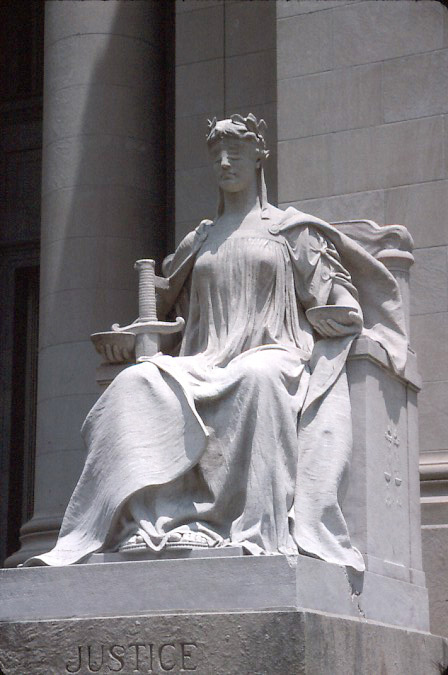
Posąg rzymskiej bogini Iustitii - personifikacji sprawiedliwości

Kultura prawna – aspekt ogólnie pojmowanej kultury, odnoszący się do stosunku człowieka wobec prawa. Termin „kultura prawna” jest wieloznaczny, co wynika chociażby z tego, że obydwa jego człony są różnie rozumiane i mają trudną do policzenia ilość definicji. Kulturę prawną można zdefiniować jako przejawiające się w społeczeństwie, indywidualne i zbiorowe postawy wobec prawa, zarówno w rozumieniu egzekwującego sprawiedliwość aparatu, jego instytucji jak i konkretnych norm prawnych. Podstawą kultury prawnej jest postępowanie określane jako "prawe" (w przypadku jednostek) lub "praworządne" (w przypadku organizacji i państw). Definicję tę zaproponował Stanisław Grodziski. Zbliżona do definicji Grodziskiego jest ta zaproponowana przez Adama Podgóreckiego. Określił on kulturę prawną jako ogół nawyków i wartości związanych z akceptacją, oceną, krytyką i realizacją obowiązującego prawa. Krzysztof Pałecki relację między prawem a kulturą widzi w ten sposób, że prawo stanowi część kultury w zakresie wyznaczonym ilością wzorów działań symbolicznych zawartych w treści prawa. Działania symboliczne to takie, które w procesie przekazywania informacji są nośnikami treści abstrakcyjnych. Ich znaczenie jest tym większe, że stanowią one najwyższy poziom porozumiewania się, właściwy wyłącznie ludziom. Kiedy powstają nowe normy prawne, wyznaczające nowe formy działań symbolicznych, to wzbogacają one kulturę, współtworzą ją.